# MilkyWay@Home
MilkyWay@Home (MilkyWay at home) je projekt zabývající se distribuovanými výpočty BOINC, který využívá počítačů propojených k internetu a serveru projektu. Jedná se o třetí projekt primárně orientovaný na výzkum mezihvězdného prostoru. Předchozí dva projekty jsou SETI@Home a Einstein@Home. Sekundárním cílem projektu je optimalizace algoritmů pro distribuované výpočty. Projekt byl spuštěn 7. července 2007.

## Vědecký výzkum
Na projektu MilkyWay@home spolupracují Rensselaer Polytechnic Institute, Applied Physics and Astronomy a jsou podporovány Národní vědeckou nadací.
Zabývá se výzkumem a modelováním vývoje Galaxie Mléčné dráhy.
Projekt analyzuje data nasbíraná projektem Sloan Digital Sky Survey. Z těchto dat se vybere 2,5 stupně široký průřez (tomuto průřezu se říká klín nebo také pruh) a program se pokusí vytvořit nový průřez se stejnou hustotou hvězd, tak že z původního výřezu odstraní hvězdné proudy (stellar stream), dále pouze stream. Každý z těchto streamů je charakterizován 6 proměnnými.
- Procento hvězd v daném streamu
- Úhlová poloha v daném úseku
- Tři údaje o poloze – 2 úhly, poloměr vzdálenosti od Země a jejich měřítko

## Detaily aplikace
Současné pracovní jednotky (WU – Work Units) verze 0.40 pro CPU potřebují přibližně 16 až 18 hodin na dokončení. Avšak hlavní síla MilkyWay@Home je optimalizace pro grafické karty ATI podporující technologii ATI Stream. Rychlost zpracovaní 1 WU se pohybuje mezi 90 až 600 sekundami.
1. HD 5870 1 GiB – 1m:30s
2. HD 5850 1 GiB – 1m:49s
3. HD 4890 1 GiB – 2m:26s
4. HD 4890 1 GiB – 2m:39s
5. HD 4870 512 MiB – 3m:11s
6. HD 4850 512 MiB – 3m:24s (700 MHz GPU)
7. HD 4850 = 3m:44 – 3m:46s
8. HD 4770 = 4m:16s
9. GTX 480 = 5m:45s – 5m:59s

V současnosti je do projektu zapojeno necelých 23 000 aktivních uživatelů s celkovým počtem 32 000 aktivních počítačů ze 148 zemí světa.
Výpočetní výkon MilkyWay@Home je v současnosti přibližně 1 254,374 TeraFLOPS.[zdroj⁠?!]
- Microsoft Windows x86 a x64
- Linux x86 a x64
- Mac OS X 10.3 na platformě PowerPC
- Mac OS X 10.4 na platformě Intel
- Mac OS X 10.5 na platformě Intel 64bitový
- Solaris 2.8 a pozdější počítající na platformě SPARC
- FreeBSD počítající na platformě i386, nebo AMD 64.
- GPU počítající na platformě ATi Stream nebo nVidia CUDA.